# Сент-Китс и Невис на летних Олимпийских играх 2008
Сент-Китс и Невис приняли участие в летних Олимпийских играх 2008 года, отправив в Пекин четырёх спортсменов в одном виде спорта — лёгкой атлетике. По итогам игр спортсмены из Сент-Китса и Невиса не завоевали ни одной олимпийской медали.

## Лёгкая атлетика
| Спортсмен        | Дисциплина      | Предварительные забеги | Предварительные забеги | Четвертьфинал | Четвертьфинал | Получинал | Получинал | Финал     | Финал     | Место |
| Спортсмен        | Дисциплина      | Результат              | Место                  | Результат     | Место         | Результат | Место     | Результат | Место     | Место |
| ---------------- | --------------- | ---------------------- | ---------------------- | ------------- | ------------- | --------- | --------- | --------- | --------- | ----- |
| Ким Коллинз      | Мужчины — 100 м | 10.17                  | 2 Q                    | 10.01         | 2 Q           | 10.05     | 5         | не прошёл | не прошёл | 9     |
| Ким Коллинз      | Мужчины — 200 м | 20.55                  | 2 Q                    | 20.43         | 3 Q           | 20.25     | 4 Q       | 20.59     | 6         | 6     |
| Вирджил Ходж     | Женщины — 100 м | 11.48                  | 28 Q                   | 11.45         | 23            | не прошла | не прошла | не прошла | не прошла | 23    |
| Вирджил Ходж     | Женщины — 200 м | 23.14                  | 18 Q                   | 23.17         | 19            | не прошла | не прошла | не прошла | не прошла | 19    |
| Меритцер Уильямс | Женщины — 200 м | 23.83                  | 38                     | не прошла     | не прошла     | не прошла | не прошла | не прошла | не прошла | 38    |
| Тиантра Понтин   | Женщины — 400 м | 52.41                  | 27                     | не прошла     | не прошла     | не прошла | не прошла | не прошла | не прошла | 27    |